# Club Deportivo Centro Social de Pariacoto
El Club Deportivo Centro Social de Pariacoto es un club de fútbol peruano del distrito de Pariacoto, Departamento de Áncash. Fue fundado en 1961 y participa en la Liga 3, la tercera categoría del fútbol nacional desde 2025.

## Historia

### Fundación
El club fue fundado el 16 de enero de 1968 en el distrito de Pariacoto.

### 2011-2023: Campañas recientes en la Copa Perú
Clasificó a la Etapa Provincial de Casma en 2011 donde llegó hasta las semifinales para disputar el pase a la Etapa Departamental con Defensor Porteño. Sin embargo, perdió por 4-2 ante este equipo y quedó eliminado.
En 2022 llegó a la Etapa Departamental de Áncash como subcampeón de Casma luego de perder la final provincial con Sport Huaquilla por 1-0. Fue eliminado en la primera fase por San Andrés de Runtu luego de perder 2-1 como visitante y empatar 2-2 como local.
Fue campeón provincial de Casma en 2023 y clasificó nuevamente a la Etapa Departamental. En la primera fase superó a Alianza San Luis luego de igualar 4-4 en el marcador global y vencer en la definición por penales, en octavos de final eliminó a Santo Domingo de Yaután y en cuartos de final a Atlético Municipal Mariátegui por lo que obtuvo el pase a la semifinal departamental. En esa fase fue eliminado en definición vía penales por San Marcos que se quedó con el cupo a la final departamental y a la Etapa Nacional.

### 2024: Ascenso a la Liga 3
En la Copa Perú 2024 fue campeón distrital y subcampeón provincial para clasificar a la Etapa Departamental en la cual entró a la liguilla final donde obtuvo el título departamental y el pase a la Etapa Nacional. Terminó en el puesto 22 de la primera fase por lo que clasificó a dieciseisavos de final donde enfrentó a Sport Bolognesi de Zarumilla. Tras ganar de local y perder de visita, 4-3 y 1-2 respectivamente, clasificó a octavos de final en definición por penales donde enfrentó a Juventus de Huamachuco que lo eliminó, también en penales, luego de ganar 1-0 como local y perder 3-2 de visitante. Por avanzar dos fases más que el otro representante de Áncash, Alianza Arenal, logró el ascenso a la nueva Liga 3 que se implementaría desde el siguiente año.

## Datos del club
- Temporadas en Primera División: 0.
- Temporadas en Segunda División: 0.
- Temporadas en Tercera División: 1 (2025 - Act.).
- Mayor goleada conseguida:
  - En campeonatos nacionales de local: Centro Social 3:0 Deportivo Municipal (26 de julio de 2025).
  - En campeonatos nacionales de visita: Juventud Santo Domingo 1:3 Centro Social (11 de mayo de 2025).
- Mayor goleada recibida:
  - En campeonatos nacionales de local: Centro Social 1:5 Alianza Lima II (17 de mayo de 2025).
  - En campeonatos nacionales de visita: Deportivo Municipal 5:1 Centro Social (8 de junio de 2025).

## Rivalidades
Centro Social mantiene una rivalidad a nivel local con Alianza Sáenz Peña dando origen al clásico de la ciudad.

## Estadio
El club juega en el Estadio Municipal de Pariacoto las etapas iniciales de la Copa Perú. En la parte final de la Etapa Departamental utilizó el Rosas Pampa ubicado en la ciudad de Huaraz.
En su participación en Liga 3 juega de local en el estadio Valeriano López de Casma.

## Entrenadores
- Roger Ramos (2011)
- Barnaby Llosa (2023 - 2024)
- César Campomanes (2024 - Act.)
- Dulio Cisneros (2025)

## Palmarés
| Competición                        | Títulos                 | Subcampeonatos |
| ---------------------------------- | ----------------------- | -------------- |
| Liga Departamental de Áncash (1/0) | 2024.                   |                |
| Liga Provincial de Casma (1/2)     | 2023.                   | 2022, 2024.    |
| Liga Distrital de Pariacoto (4/1)  | 2011, 2014, 2022, 2024. | 2023.          |